# Specie di Scombridae
Di seguito sono elencate tutte le specie di pesci ossei della famiglia Scombridae note a marzo 2015
| Sottofamiglia      | Genere         | Specie                       | Immagine |
| ------------------ | -------------- | ---------------------------- | -------- |
| Scombrinae         | Acanthocybium  | Acanthocybium solandri       |          |
| Scombrinae         | Allothunnus    | Allothunnus fallai           |          |
| Scombrinae         | Auxis          | Auxis brachydorax            |          |
| Scombrinae         | Auxis          | Auxis eudorax                |          |
| Scombrinae         | Auxis          | Auxis rochei                 |          |
| Scombrinae         | Auxis          | Auxis thazard                |          |
| Scombrinae         | Cybiosarda     | Cybiosarda elegans           |          |
| Scombrinae         | Euthynnus      | Euthynnus affinis            |          |
| Scombrinae         | Euthynnus      | Euthynnus alletteratus       |          |
| Scombrinae         | Euthynnus      | Euthynnus lineatus           |          |
| Gasterochismatinae | Gasterochisma  | Gasterochisma melampus       |          |
| Scombrinae         | Grammatorcynus | Grammatorcynus bicarinatus   |          |
| Scombrinae         | Grammatorcynus | Grammatorcynus bilineatus    |          |
| Scombrinae         | Gymnosarda     | Gymnosarda unicolor          |          |
| Scombrinae         | Katsuwonus     | Katsuwonus pelamis           |          |
| Scombrinae         | Orcynopsis     | Orcynopsis unicolor          |          |
| Scombrinae         | Rastrelliger   | Rastrelliger brachysoma      |          |
| Scombrinae         | Rastrelliger   | Rastrelliger faughni         |          |
| Scombrinae         | Rastrelliger   | Rastrelliger kanagurta       |          |
| Scombrinae         | Sarda          | Sarda australis              |          |
| Scombrinae         | Sarda          | Sarda chiliensis             |          |
| Scombrinae         | Sarda          | Sarda lineolata              |          |
| Scombrinae         | Sarda          | Sarda orientalis             |          |
| Scombrinae         | Sarda          | Sarda sarda                  |          |
| Scombrinae         | Scomber        | Scomber australasicus        |          |
| Scombrinae         | Scomber        | Scomber colias               |          |
| Scombrinae         | Scomber        | Scomber japonicus            |          |
| Scombrinae         | Scomber        | Scomber scombrus             |          |
| Scombrinae         | Scomberomorus  | Scomberomorus brasiliensis   |          |
| Scombrinae         | Scomberomorus  | Scomberomorus cavalla        |          |
| Scombrinae         | Scomberomorus  | Scomberomorus commerson      |          |
| Scombrinae         | Scomberomorus  | Scomberomorus concolor       |          |
| Scombrinae         | Scomberomorus  | Scomberomorus guttatus       |          |
| Scombrinae         | Scomberomorus  | Scomberomorus koreanus       |          |
| Scombrinae         | Scomberomorus  | Scomberomorus lineolatus     |          |
| Scombrinae         | Scomberomorus  | Scomberomorus maculatus      |          |
| Scombrinae         | Scomberomorus  | Scomberomorus multiradiatus  |          |
| Scombrinae         | Scomberomorus  | Scomberomorus munroi         |          |
| Scombrinae         | Scomberomorus  | Scomberomorus niphonius      |          |
| Scombrinae         | Scomberomorus  | Scomberomorus plurilineatus  |          |
| Scombrinae         | Scomberomorus  | Scomberomorus queenslandicus |          |
| Scombrinae         | Scomberomorus  | Scomberomorus regalis        |          |
| Scombrinae         | Scomberomorus  | Scomberomorus semifasciatus  |          |
| Scombrinae         | Scomberomorus  | Scomberomorus sierra         |          |
| Scombrinae         | Scomberomorus  | Scomberomorus sinensis       |          |
| Scombrinae         | Scomberomorus  | Scomberomorus tritor         |          |
| Scombrinae         | Thunnus        | Thunnus alalunga             |          |
| Scombrinae         | Thunnus        | Thunnus albacares            |          |
| Scombrinae         | Thunnus        | Thunnus atlanticus           |          |
| Scombrinae         | Thunnus        | Thunnus maccoyii             |          |
| Scombrinae         | Thunnus        | Thunnus obesus               |          |
| Scombrinae         | Thunnus        | Thunnus orientalis           |          |
| Scombrinae         | Thunnus        | Thunnus thynnus              |          |
| Scombrinae         | Thunnus        | Thunnus tonggol              |          |